# Zhajiangmian

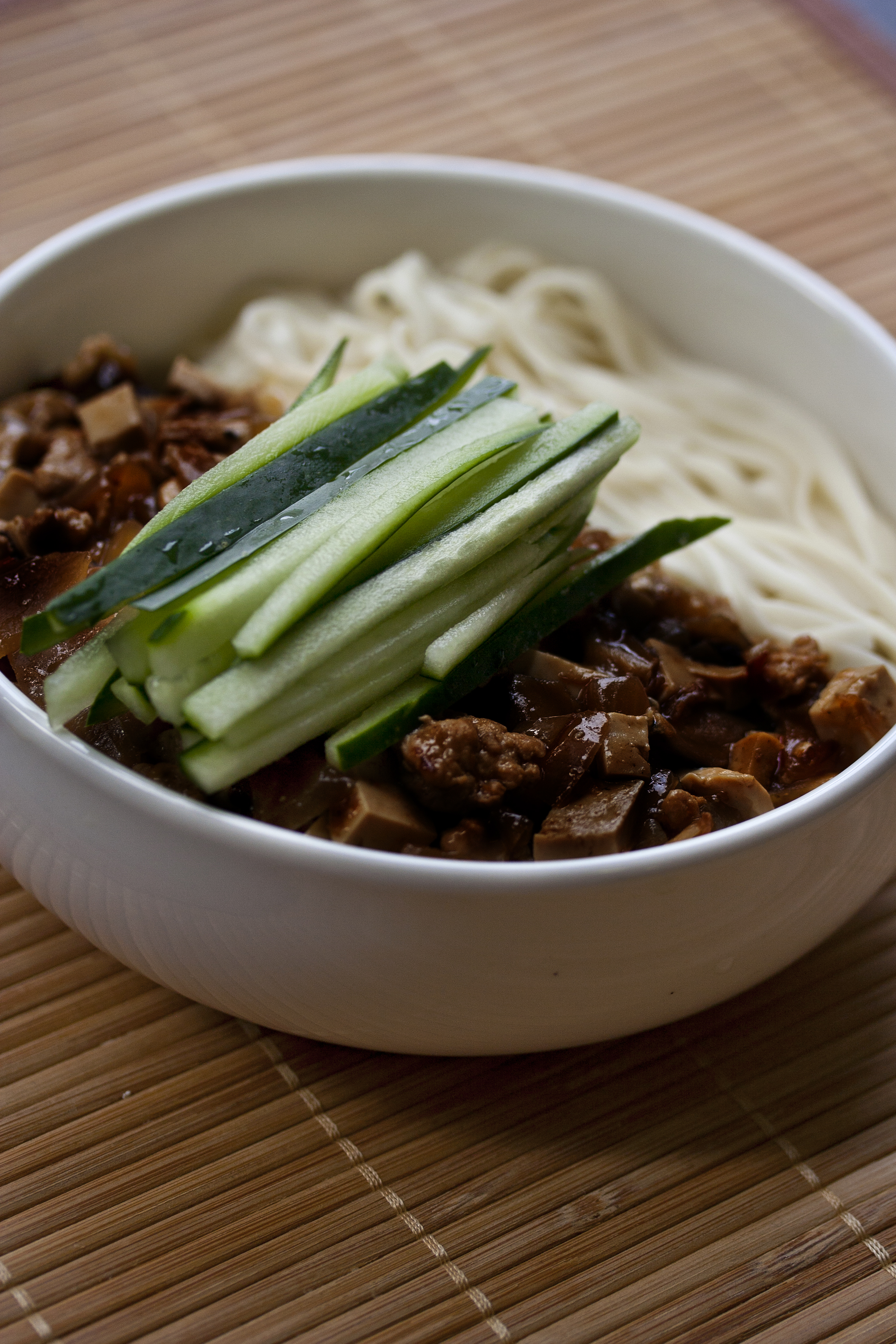
Zhajiangmian.

Zhajiangmian (kinesiska: 炸酱面; "stekta såsnudlar") är en kinesisk nudelrätt. Det vanligaste sättet att servera de handdragna och kokta vetenudlarna är tillsammans med sås, malet fläsk och färska grönsaker. Pekingbor äter gärna rätten med rå vitlök.